# Anschlussleistung
Anschlussleistung, auch Anschlusswert, ist die maximal von einem Energieversorger an der jeweiligen Anschlussstelle bereitgestellte und in der Auslegung der Installation zugrunde gelegte Leistung bei der Versorgung mit elektrischer Energie, Gas oder Fernwärme.
Ebenfalls werden Geräte mit ihrem Anschlusswert gekennzeichnet.
Bei elektrischer Energie ist die Anschlussleistung in der Regel als Scheinleistung bestimmt, bei Geräten zur Umwandlung in thermische Energie eher als Wirkleistung.